# Gimileo
Gimileo è un comune spagnolo di 85 abitanti situato nella comunità autonoma di La Rioja.

## Storia
La prima nota circa la città appare in uno statuto che autorizzava Sancho III il Grande a Nájera nell'anno 1020, in cui si menzionava Chemelio.
Nel 1086 una scrittura di donazione di beni al monastero di San Millán de la Cogolla fa riferimento a Semellio Mediano.
Nel 1182, Jimeno García dona un edificio situato presso Gimileo a Santo Domingo de la Calzada.
Successivamente Gimilio finì per essere una frazione di Briones, non riuscendo ad ottenere la sua indipendenza fino alla metà del XVIII secolo; come frazione di Briones, apparteneva alla signoria dei conti di Ureña e duchi di Osuna.
Formò parte della provincia di Burgos fino alla creazione della provincia di Logroño con il Decreto Reale del 30 novembre 1833.

## Monumenti e luoghi d'interesse

### Parrocchia di San Martín
Costruita nella prima metà del XVI secolo in conci di pietra.

### Parchi e giardini
La Vista di Ebro è uno dei posti più belli e visitati del paese. Un belvedere da cui si ammira un panorama spettacolare del meandro che forma il fiume Ebro nella parte in cui passa per Gimileo.

### Altri luoghi di interesse
Nella collina di San Pelayo sono stati ritrovati resti di ceramiche romane. Non sono ancora stati realizzati degli scavi alla ricerca di un possibile giacimento.

## Feste locali
- Fino ad alcuni anni fa il giorno di Sant'Isidoro, 15 maggio, si portava in processione la statua della Vergine del Rosario. Quest'ultima è stata però rubata.
- Alla fine di agosto o primi di settembre si celebrano le Fiestas de Gracias che durano un fine settimana.
- Il fine settimana più vicino all'11 novembre, festa di San Martino. È una festa patronale.